# Curve (film)
Curve is een Amerikaanse thriller uit 2015 geregisseerd door Iain Softley. De film ging op 31 augustus 2015 in première tijdens het Film4 FrightFest filmfestival.

## Verhaal
De film volgt de jonge aanstaande bruid Mallory die op pad is met haar auto naar Denver. Onderweg besluit ze een omweg te nemen, hierbij komt ze al snel langs de kant te staan omdat haar auto het begeeft. Wanneer de charmante Christian haar bij toeval treft en haar auto weer werkende te krijgen, besluit Mallory hem een lift te geven. Eenmaal onderweg veranderd Christian negatief van gedrag en bedreigt hij Mallory met een mes om door te rijden. In een poging te ontsnappen, laat ze opzettelijk de auto crashen. Het plan faalt echter als ze zelf komt vast te zitten in het omgekeerde voertuig, terwijl Christian vrij gekomen is. Hierop moet Mallory alles op alles zetten om zichzelf te bevrijden.

## Rolverdeling
| acteur            | personage          |
| ----------------- | ------------------ |
| Julianne Hough    | Mallory Rutledge   |
| Teddy Sears       | Christian Laughton |
| Penelope Mitchell | Ella Rutledge      |
| Madalyn Horcher   | Katie Goldman      |
| Drew Rausch       | agent              |
| Kurt Bryant       | vader van Katie    |

## Achtergrond
De film werd geregisseerd door Iain Softley en geproduceerd door Jason Blum, Julie Yorn en Jaume Collet-Sera namens productiebedrijven Blumhouse Productions, Ombra Films en LBI Entertainment. Het oorspronkelijke scenario van de film werd geschreven door Kimberley Lofstrom Johnson, deze werd later deels herschreven door Lee Patterson. De opnamen van de film gingen op 22 oktober 2013 van start. De muziek van de film werd gecomponeerd door Edward Shearmur. Hoofdrollen in de film waren weggelegd voor Julianne Hough en Teddy Sears.
Curve ging op 31 augustus 2015 in première tijdens het Film4 FrightFest filmfestival. De film werd vervolgens op 19 januari 2016 door distributeur Universal Pictures op video on demand uitgebracht.